# Septoria sapindacearum
Septoria sapindacearum är en svampart som beskrevs av Bat. & Cavalc. 1966. Septoria sapindacearum ingår i släktet Septoria och familjen Mycosphaerellaceae.   Inga underarter finns listade i Catalogue of Life.